# Musica acustica

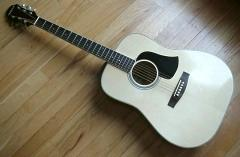
Una chitarra acustica

La musica acustica (chiamata anche unplugged) comprende la musica che usa solamente, o principalmente, strumenti che producono il suono con mezzi acustici, anziché elettrici o elettronici. "Musica acustica" è un retronimo, apparso dopo la diffusione di strumenti musicali elettronici o elettromeccanici, come la chitarra elettrica, l'organo Hammond e il sintetizzatore.
Gli esecutori di musica acustica spesso ricorrono ad amplificatori elettronici per aumentare il volume prodotto. Tuttavia, tali apparecchiature rimangono separate dallo strumento amplificato e ne riproducono fedelmente il suono naturale.
A seguito della popolarità, negli anni '90, del programma televisivo MTV Unplugged, spesso viene usato il termine "unplugged" per indicare esibizioni acustiche di musicisti che di solito usano, al contrario, strumenti elettrici o elettronici.